# Promachus ghumtiensis
Promachus ghumtiensis là một loài ruồi trong họ Asilidae. Promachus ghumtiensis được Bromley miêu tả năm 1935. Loài này phân bố ở miền Ấn Độ - Mã Lai.